# نظام غذائي منخفض الدهون

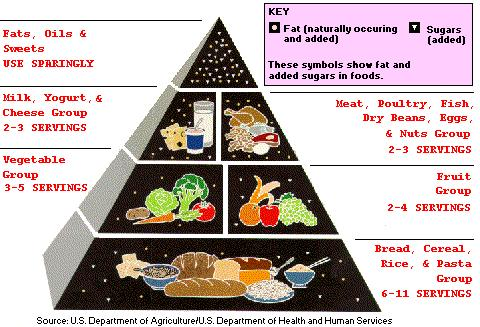
الهرم الغذائي لوزارة الرزاعة الأمريكية

نسخة جديدة من مُخطط الهرم الغذائي

النظام الغذائي قليل الدهون هو نظام يعتمد على تقليل الدهون والدهون المُشبعة والكوليسترول أيضًا. تعمل هذه الأنظمة على الوقاية من بعض الأمراض كأمراض القلب والسمنة، ولكن اتضح أنه يمكن أن يسبب السمنة. تقليل الدهون في النظام الغذائي يعمل على الحد من السعرات الحرارية، حيت يحتوي كل جرام واحد من الدهون على 9 سعرات حرارية كاملة بينما يحتوي الجرام من الكربوهيدرات والبروتين أربعة سعرات فقط، لذلك فاختيار الوجبات قليلة الدهون توفر كمية أكبر من الطعام بدون زيادة السعرات الحرارية. الأكاديمية الوطنية للطب بالولايات المُتحدة الأمريكية توصي بخفض كمية الدهون بالغذاء لحوالي 35% من اجمالي السعرات الحرارية المُتناولة للوقاية من السمنة وكذلك للتحكم بكمية الدهون المُشبعة.

## الدليل
اتضح أن الأنظمة النباتية قليلة الدهون تقلل من وزن الجسم ومستويات الكوليسترول، في دراسة تحليلية للتغيرات الدوائية اتضح أن الأنظمة النباتية قليلة الدهون تعمل على تقليل مستويات جلوكوز الدم بالإضافة إلى مستويات الدهون في البلازما، بشكل أفضل من الأنظمة المخصصة لمرضى السكر. تقليل اجمالي الدهون المتناولة يعمل على تقليل السعرات الحرارية مما يؤدي إلى خفض الوزن أو الحد من زيادته. النتيجة النهائية قد تكون صغيرة ولكنها مفيدة. بالنسبة لخفض الوزن فقط، لا يبدو أي فرق واضح بين النظام قليل الدهون وباقي أنظمة خفض السعرات الحرارية الأخرى.
لقد تم الترويج للأنظمة قليلة الدهون للوقاية من أمراض القلب والأوعية. فقد اتضح أن تقليل الدهون بمعدل 35%:40% إلى 15%:20% من اجمالي السعرات المُتناولة يعمل على تقليل كمية الكوليسترول والبروتين الدهني منخفض الكثافة بحوالي 10% إلى 20%؛ لكن معظم هذا الخفض يكون ناتج عن تقليل تناول الدهون المُشبعة. اتضح في عدد كبير من الدراسات أن الدهون المُشبعة تعمل على رفع كمية البروتين الدهني قليل الكثافة بكميات كبيرة كما أنها مرتبطة أيضًا بخطر الإصابة بأمراض القلب والأوعية.
في دراسة تم اجراؤها عام 2013م على عدة محاولات للأنظمة قليلة الدهون والانظمة الغنية بالدهون، اتضح أن الأنظمة قليلة الدهون تعمل على خفض الكوليسترول والبروتين الدهني قليل الكثافة، ولكن هذه النتيجة لم يتم ايجادها في أنظمة خفض السعرات الحرارية الأخرى. اتضح أيضًا ارتفاع معدلات البروتين الدهني مرتفع الكثافة وانخفاض معدلات ثلاثي الجليسريد في الأنظمة الغنية بالدهون. علاوة على ذلك، انخفاض معدل الكوليسترول مرتبط بخفض تناول الدهون الغير المُشبعة وزيادة تناول الدهون المتعددة الغير مُشبعة، أما البروتين الدهني مرتفع الكثافة فيزداد مع تناول الدهون الاحادية الغير مُشبعة، وتزداد معدلات ثلاثي الجليسريد مع زيادة تناول المواد الكروبهيدراتية. خفض الاستهلاك للدهون المُشبعة مرتبط فقط بخفض البروتين الدهني قليل الكثافة. حيث استنتجت الدراسة أنه لا يمكن ترشيح النظام الغذائي قليل الدهون ولا النظام الغني بالدهون بشكل مطلق.
وفقًا لمطبعة الأكاديميات الوطنية بالولايات المُتحدة، النظام الغني بالدهون قد يحتوي على كميات غير مقبولة من الدهون المُشبعة حتى مع تجنب مصادرها الحيوانية أو الزيوت الاستوائية. وذلك لأن جميع المواد الدهنية تحتوي على نسبة من الأحماض الدهنية المُشبعة. على سبيل المثال، لو اختار شخص نوع من الدهون يحتوي حوالي 20% من الأحماض الدهنية المُشبعة ستجعل استهلاك الدهون يعادل 35% من اجمالي السعرات الحرارية المتناولة مما يجعل نسبة 7% من السعرات مصدرها فقط هذه الأحماض الدهنية المُشبعة. لذلك أوصت الأكاديمية الوطنية للطب بالولايات المُتحدة أن كمية الدهون لا يجب أن تتعدى 35% من اجمالي السعرات الحرارية المُتناولة.

### تأثير الكربوهيدرات على دهون الجسم
على الرغم من تأثير الدهون المتناولة على مستويات الدهون في بلازما الدم، معدل الكربوهيدرات في النظام الغذائي أيضًا له تأثير قوي على معدلات ثلاثي الجليسريد والكوليسترول بالبلازما. لكن الزيادة التدرييجية في معدلات الكربوهيدرات بالغذاء يساعد في الوقاية من فرط ثلاثي جليسريد الدم، اما الزيادة المفاجئة قد ترفع كميات ثلاثي الجليسريد بشكل كبير في البلازما. ومع هذه الملاحظة تم إجراء تجارب للمقارنة بين نظام غذائي قليل الكربوهيدرات (أقل من 40 جرام كربوهيدرات باليوم) ونظام قليل الدهون (أقل من 30% من اجمالي السعرات المتناولة بالنسبة للدهون وأقل من 7% بالنسبة للدهون المُشبعة)، واتضح أن النظام الغذائي قليل الكربوهيدرات فعال بشكل أكبر في خفض كتلة الدهون بالجسم، البروتين الدهني مرتفع الكثافة، معدل الكوليسترول ومعدلات ثلاثي الجليسريد.

## روابط خارجية
- British Heart Foundation: Fats Explained page
- NHS Choices: Fat - the facts